# گورد هائیتی
گورد هائیتی (به انگلیسی: Haitian gourde) (به فرانسوی: gourde haïtienne) (به زبان بومی: goud ayisyen) با کد ایزوی HTG، یکای پول رایج در کشور هائیتی است. مسئولیت کنترل این یکای پول برعهدهٔ بانک جمهوری هائیتی قرار دارد.